# Bren Entertainment
Bren Entertainment S.A. es una empresa de creación audiovisual situada en Santiago de Compostela. Forma parte del grupo Filmax Entertainment, una compañía española dedicada a la creación, producción, postproducción, distribución y exhibición de contenidos audiovisuales para la industria del entretenimiento.
Bren Entertainment fue fundada en el año 2000 como estudio de animación CGI. Hasta la fecha ha cosechado 5 premios Goya. Su actividad abarca todos los procesos de producción CGI, aplicados tanto a la animación como a su integración con imagen real para cine, televisión, publicidad, nuevos medios, etc.
Desde 2006 también se dedica a la producción de documentales (tanto de creación como sociales) y ficción televisiva.

## Largometrajes
- El Cid: La leyenda. José Pozo. 2003. Goya a la Mejor Película de Animación.
- P3K: Pinocho 3000. Daniel Robichaud. 2004. Goya a la Mejor Película de Animación.
- Gisaku. Baltasar Pedrosa. 2005. Goya a la Mejor Película de Animación.
- Pérez, el ratoncito de tus sueños. Juan Pablo Buscarini. 2006. Goya a la Mejor Película de Animación.
- Nocturna, una aventura mágica. Víctor Maldonado, Adrià García. 2007. Goya a la Mejor Película de Animación.
- Donkey Xote. José Pozo. 2007. Nominada al Goya a la Mejor Película de Animación.
- Pérez 2, el ratoncito de tus sueños. (2008). Nominada al Goya a la Mejor Película de Animación.

## Otras producciones
- Maniotas. Serie documental. 13 x 30'. TVG. Dir. Fran Velo y Xosé Antón Moure. En preproducción. 2009.
- Días de reparto. Documental (55'). Dir. Jorge Coira e Iker Elorrieta. 2009.
- Reliquias. Tv Movie. (90'). Dir. Toño López. 2009.
- Exposición permanente Xacobeo (Pabellón de Galicia). Piezas de animación e integración para la Exposición Xacobeo. Dir. Chema Gagino. 2009.
- Botarse ao monte. Serie documental. 13 x 30'. TVG. Dir. Fran Velo y Xosé Antón Moure. 2009. Nominado Mestre Mateo 09 al Mejor Programa TV y Mejor Comunicador (todavía sin resolver).
- O pequeno eloxio da distancia. Cortometraje documental (15'). Dirigida por Felipe Vega, Julio Llamazares y Ángel Hernández Zoido.
- Eloxio da distancia. Largometraje documental (90'). HD para copia en 35 mm. Dirigida por Felipe Vega y Julio Llamazares. 2008. Nominado Mestre Mateo 08 al Mejor Documental.
- O premio da rubia. Documental (55'). TVG. Dirigido por Marcos Nine. 2008.
- Prodixiosos. Documental (55'). TVG. Dirigido por Manuel Darriba. 2008.
- Historia dunha parroquia. Documental (55') TVG. Dirigido por Marcos Nine. 2007. Nominado Mestre Mateo 07 al Mejor Documental.
- Tolos por Xapón. Documental (55') TVG. Dirigido por Manuel Darriba y Pedro Ramos. 2006. Nominado Mestre Mateo 07 al Mejor Documental.
- Hai que mollarse!. Serie documental. 39 x 30'. Dir. Fran Velo y Xosé Antón Moure. TVG. 2007-2008. Premio Mestre Mateo 08 Mejor programa de TV. Nominado Mestre Mateo 08 a la Mejor Realización. Nominado Mestre Mateo 07 al Mejor Programa tv y Mejor Dirección.
- Lume e fume. Documental (55'). TVG. Dirigido por Emilio Mac Gregor. 2006. Nominado Mestre Mateo 06 al Mejor Documental.